# コルテ・デ・フラーティ
コルテ・デ・フラーティ（伊: Corte de' Frati）は、イタリア共和国ロンバルディア州クレモナ県にある、人口約1,300人の基礎自治体（コムーネ）。

## 地理

### 位置・広がり

#### 隣接コムーネ
隣接するコムーネは以下の通り。括弧内のBSはブレシア県所属を示す。
- アルフィアネッロ (BS)
- グロンタルド
- ペルシコ・ドージモ
- ポンテヴィーコ (BS)
- ポッツァーリオ・エドゥニーティ
- ロベッコ・ドーリオ
- スカンドラーラ・リーパ・ドーリオ

### 気候分類・地震分類
気候分類では、zona E, 2389 GGに分類される。
また、イタリアの地震リスク階級 (it) では、zona 3 (sismicità bassa) に分類される
。

## 行政

### 分離集落
コルテ・デ・フラーティには、以下の分離集落（フラツィオーネ）がある。
- Alfiano, Aspice, Grumone, San Sillo, Noci Garioni